# 119 (szám)
A 119 (római számmal: CXIX) egy természetes szám, félprím, a 7 és a 17 szorzata.

## A szám a matematikában
A tízes számrendszerbeli 119-es a kettes számrendszerben 1110111, a nyolcas számrendszerben 167, a tizenhatos számrendszerben 77 alakban írható fel.
A 119 páratlan szám, összetett szám, azon belül félprím, kanonikus alakban a 71 · 171 szorzattal, normálalakban az 1,19 · 102 szorzattal írható fel. Négy osztója van a természetes számok halmazán, ezek növekvő sorrendben: 1, 7, 17 és 119.
Megadható öt egymást követő prímszám összegeként (17 + 19 + 23 + 29 + 31 = 119).
Perrin-szám.
A 119 négyzete 14 161, köbe 1 685 159, négyzetgyöke 10,90871, köbgyöke 4,91868, reciproka 0,0084034. A 119 egység sugarú kör kerülete 747,69905 egység, területe 44 488,09357 területegység; a 119 egység sugarú gömb térfogata 7 058 777,513 térfogategység.
A 119 helyen az Euler-függvény helyettesítési értéke 96, a Möbius-függvényé 1, a Mertens-függvényé −3.

## A szám a kultúrában
A Biblia 119. zsoltára jelentősen különbözik a többitől. Olyan hosszú, hogy betűkkel jelölt részekre van osztva.

## A szám mint jelkép, kód
A 119 segélyhívószám több ázsiai országban, a tűzoltóság telefonszáma Kína területén.
A 2001. szeptember 11-ei terrortámadásra néhány helyen 11/9-cel (11th September) hivatkoznak.